# Frederik van den Bergh (1559-1618)
Frederik van den Bergh (Ulft, 18 augustus 1559 - Boxmeer, 3 september 1618), zoon van Willem IV van den Bergh, was een militair in de Tachtigjarige Oorlog. Hij had in 1584 samen met zijn vader en broers, onder wie Herman en Hendrik, die beiden stadhouder zijn geweest, de Spaanse kant gekozen.
In Spaanse dienst streed Van den Bergh mee bij diverse belegeringen. Zo waagde hij onder meer een poging om de stad Steenwijk in te nemen in 1597. Hij volgde in 1595 in naam Francisco Verdugo op als stadhouder van Friesland, Groningen, Drenthe, Overijssel en Lingen, maar wist alleen in de periode 1595-1597 over Twente en Lingen en in de periode 1605-1618 slechts over Oldenzaal en Lingen zijn gezag te doen gelden. Frederik heeft vanaf 1598 onder meer de titel van heer van Boxmeer gedragen. In 1598 werd hij voor zijn onvermoeibare pogingen om het opdringen van Maurits van Nassau in Oost-Nederland tegen te houden beloond met een nieuwe heerlijkheid, bestaande uit de stad Doetinchem en het kasteel Schuilenburg, maar de Staten van Gelre en Zutphen erkenden deze heerlijkheid niet. Sinds 1608 kocht hij de stad en het burggraafschap Diksmuide in Vlaanderen en werd en zijn nakomelingen stadsheer. Sinds 1611 was hij ook stadhouder van Spaans Opper Gelre. In 1613 werd hij ridder in de Orde van het Gulden Vlies.

## Voorouders
| Voorouders van Frederik van den Bergh | Voorouders van Frederik van den Bergh                                   | Voorouders van Frederik van den Bergh                                   | Voorouders van Frederik van den Bergh                                   | Voorouders van Frederik van den Bergh                                   | Voorouders van Frederik van den Bergh                                              | Voorouders van Frederik van den Bergh                                              | Voorouders van Frederik van den Bergh                                                        | Voorouders van Frederik van den Bergh                                                        |
| ------------------------------------- | ----------------------------------------------------------------------- | ----------------------------------------------------------------------- | ----------------------------------------------------------------------- | ----------------------------------------------------------------------- | ---------------------------------------------------------------------------------- | ---------------------------------------------------------------------------------- | -------------------------------------------------------------------------------------------- | -------------------------------------------------------------------------------------------- |
| Overgrootouders                       | Willem III van den Bergh (1468–1511) ∞ Anna van Egmondt (1481–1517)     | Willem III van den Bergh (1468–1511) ∞ Anna van Egmondt (1481–1517)     | ? (-) ∞ ? (–)                                                           | ? (-) ∞ ? (–)                                                           | Jan V van Nassau-Dillenburg (1455-1516) ∞ Elisabeth van Hessen-Marburg (1466-1523) | Jan V van Nassau-Dillenburg (1455-1516) ∞ Elisabeth van Hessen-Marburg (1466-1523) | Botho VIII van Stolberg-Wernigerode (1467-1538) ∞ Anna van Eppstein-Königstein (1481/2-1538) | Botho VIII van Stolberg-Wernigerode (1467-1538) ∞ Anna van Eppstein-Königstein (1481/2-1538) |
| Grootouders                           | Oswald II van den Bergh (1508-1546) ∞ Elisabeth van Dorth (1505-1545)   | Oswald II van den Bergh (1508-1546) ∞ Elisabeth van Dorth (1505-1545)   | Oswald II van den Bergh (1508-1546) ∞ Elisabeth van Dorth (1505-1545)   | Oswald II van den Bergh (1508-1546) ∞ Elisabeth van Dorth (1505-1545)   | Willem I van Nassau-Dillenburg (1487-1559) ∞ Juliana van Stolberg (1506-1580)      | Willem I van Nassau-Dillenburg (1487-1559) ∞ Juliana van Stolberg (1506-1580)      | Willem I van Nassau-Dillenburg (1487-1559) ∞ Juliana van Stolberg (1506-1580)                | Willem I van Nassau-Dillenburg (1487-1559) ∞ Juliana van Stolberg (1506-1580)                |
| Ouders                                | Willem IV van den Bergh (1537-1586) ∞ 1544 Maria van Nassau (1539-1599) | Willem IV van den Bergh (1537-1586) ∞ 1544 Maria van Nassau (1539-1599) | Willem IV van den Bergh (1537-1586) ∞ 1544 Maria van Nassau (1539-1599) | Willem IV van den Bergh (1537-1586) ∞ 1544 Maria van Nassau (1539-1599) | Willem IV van den Bergh (1537-1586) ∞ 1544 Maria van Nassau (1539-1599)            | Willem IV van den Bergh (1537-1586) ∞ 1544 Maria van Nassau (1539-1599)            | Willem IV van den Bergh (1537-1586) ∞ 1544 Maria van Nassau (1539-1599)                      | Willem IV van den Bergh (1537-1586) ∞ 1544 Maria van Nassau (1539-1599)                      |
| Frederik van den Bergh (1559-1618)    |                                                                         |                                                                         |                                                                         |                                                                         |                                                                                    |                                                                                    |                                                                                              |                                                                                              |